# 林充湖
林充湖是一个位于中国江西省余干、南昌县的湖泊，面积约为5平方千米，平均水深约为1.5—2米。